# Piazza Sant'Ignazio
Piazza di Sant'Ignazio è una piazza situata nel centro storico di Roma, dinanzi alla chiesa di Sant'Ignazio di Loyola in Campo Marzio.

## Descrizione
Significativa opera Rococò, la piazza deve la sua conformazione all'architetto Filippo Raguzzini, che la realizzò intorno al 1727-1728.
La definitiva sistemazione allo spazio antistante la chiesa di Sant'Ignazio avvenne realizzando non edifici di uso pubblico, come avveniva di norma, ma normali case di abitazione. 
Il tutto è caratterizzato da una straordinaria, quanto originale, unità compositiva.
Lo schema geometrico deriva infatti dall'accostamento di tre ovali.
L'architetto contrappose alla estesa facciata della chiesa alcuni corpi di fabbrica dalle forme concave: tra questi, il palazzo centrale, oggi sede del Comando carabinieri per la tutela del patrimonio culturale, ha un'insolita pianta triangolare, mentre la facciata concava, su quattro livelli, è ornata con balconi e ringhiere in ferro battuto. I palazzi che si affacciano sulla piazza sono i primi esempi di case costruite dalla nobiltà per trarne una rendita dandole in affitto.

La conformazione della piazza si propone l'obiettivo di stupire i passanti, esaltando i contrasti di dimensione tra le modeste case e la mole di travertino della facciata della chiesa. Inoltre la disposizione degli edifici non consente una veduta integrale della chiesa, anzi, le viette laterali che sboccano sulla piazza consentono solo delle visioni parziali ed episodiche della grande facciata.

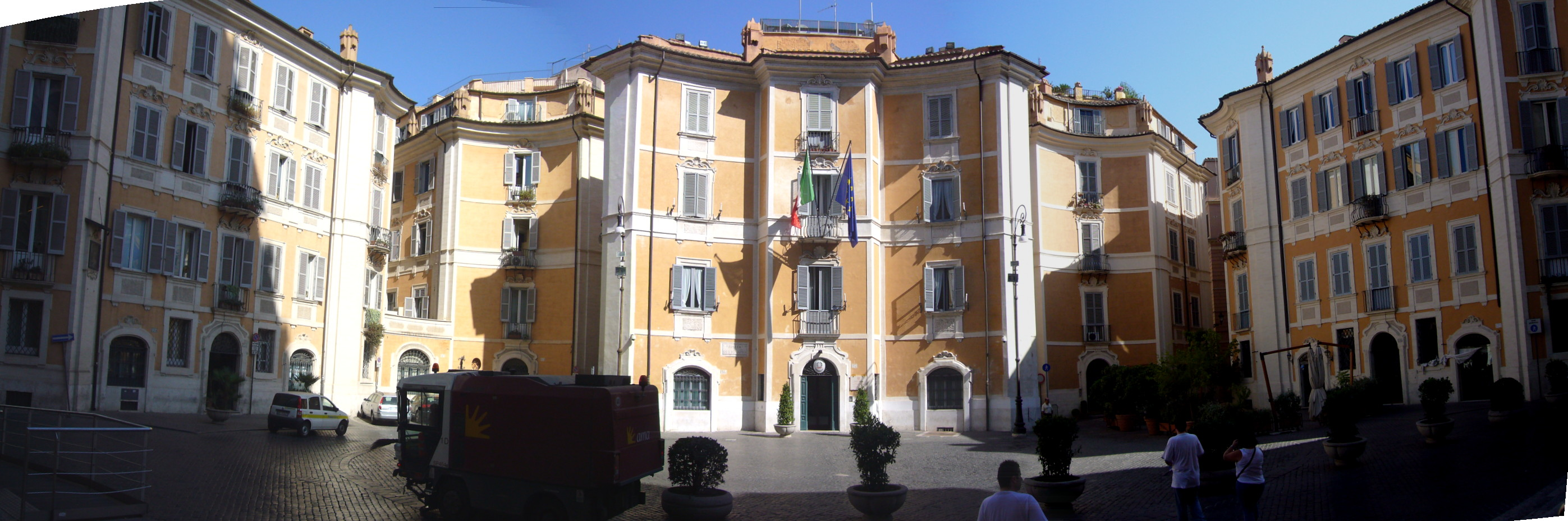
Piazza Sant'Ignazio

Il linguaggio adottato dal Raguzzini in questa esperienza, influenzerà profondamente i successivi disegni delle case di affitto.